# Падалка Федот Романович
Федот Романович Па́далка (нар. 1850 Межиріч — пом. 1914, Межиріч) — український майстер керамічної скульптури, потомствений гончар. Прадід майстра-гончара Якова Падалки.

## Біографія
Народився 1850 року в селі Межеричі Лебединського повіту Харківської губернії (тепер Лебединський район Сумської області, Україна), де жив і працював. Керував навчальною майстернею, заснованою Варварою Капніст.
На Кустарній виставці в Харкові 1887 року був нагороджений срібною медаллю.
Помер там же у 1914 році.

## Творчість
Твори майстра — фігурний посуд, куманці, вкриті зеленою та синьою поливами, глеки й підвазонники, прикрашені рядками смужок, еспонувалися на виставках кінця XIX — початку XX століття в  Москві, Ростові, Санкт-Петербурзі.
Твори зберігаються в музеях Харкова.